# Locomotiva SNFT Cne
Il Cne, acronimo di Carro nafta elettrico, fu un modello di locomotiva diesel della Società Nazionale Ferrovie e Tramvie (SNFT) che operò sulla linea ferroviaria Brescia-Edolo e sulla diramazione Bornato-Rovato per il traino di convogli merci e passeggeri.
Si distinguono due serie:
- la 510-516 fu costruita dalla Breda Costruzioni Meccaniche tra il 1961 e il 1963;
- la 517-519 fu costruita dalle Officine Meccaniche Reggiane nel 1980.

## Storia
All'inizio degli anni sessanta, la SNFT impiegava le ultime locomotive a vapore del suo parco per alcune tradotte merci sulla Brescia-Iseo-Edolo e per le manovre presso gli scali di Borgo San Giovanni, Rovato Borgo e Iseo; pertanto, fu sua intenzione sostituirle in queste attività con locomotori a trazione termica.
Commissionò quindi alla Breda di Milano sei locomotive sulla base di un progetto studiato appositamente dagli ingegneri della SNFT Carati e Zaquini. Essi applicarono un particolare brevetto, denominato trasmissione pendolare semplice, che rendeva le nuove locomotive maggiormente adatte alle condizioni offerte a quel tempo dall'armamento della Brescia-Iseo-Edolo.
Le locomotive furono denominate Carro a nafta elettrico (Cne). La prima consegna, enumerata come 511, fu provata il 25 maggio 1961. Trainò un convoglio da 100 tonnellate tra Cividate Camuno ed Edolo: il tratto più difficile della linea, dove si registravano pendenze tra il 20 e il 22 per mille. L'esito favorevole della prova facilitò l'arrivo delle altre cinque unità che giunsero nei mesi seguenti.
Tutte queste locomotive, oltre al numero di matricola, furono battezzate con un nome di una costellazione secondo la seguente lista:
- 511 Argo;
- 512 Cigno;
- 513 Drago;
- 514 Leone;
- 515 Orione;
- 516 Toro[2].

Nel 1963 fu ordinata una settima unità, immatricolata come 510, che svolse la sua corsa di prova nel gennaio 1964 ed entrò nel parco SNFT nei mesi seguenti. Inizialmente i Cne furono impiegati solo nel trasporto di merci applicando la doppia composizione per i convogli dalla massa superiore alle 500 tonnellate; in seguito passarono anche all'espletamento di alcuni treni passeggeri.
In previsione di un incremento del traffico merci, alla fine degli anni settanta, la SNFT decise di acquistare altre tre unità. L'ordine fu passato alle Officine Meccaniche Reggiane che li realizzarono replicando il progetto originario della Breda. Le nuove locomotive, tuttavia, furono motorizzate con propulsori Isotta Fraschini eroganti la stessa potenza di 400 kW dei Breda D26 originari. La nuova serie, immatricolata come Cne 517-519, entrò in servizio tra il dicembre 1980 e il gennaio seguente.
La mancanza di pezzi di ricambio costrinse la SNFT ad accantonare due macchine, la 511 e la 514, nel 1989. Tra il 1990 e il 1991, le unità 510, 518 e 517 furono ricolorate secondo il nuovo schema che estendeva il beige azalea su tetto e imperiale. Nello stesso periodo, l'arrivo di nuovi mezzi a noleggio dalle Ferrovie dello Stato, come le D.343 e le D.345, restrinsero il campo d'uso dei Cne al traino di alcuni convogli passeggeri e dei merci con massa inferiore alle 500 tonnellate.
Dopo la liquidazione della SNFT, nel 1993, i mezzi rimasti passarono alle Ferrovie Nord Milano Esercizio (FNME) che ne proseguirono l'utilizzo. Nello stesso anno fu accantonata l'unità 510, seguita dalla 515 nel 1996.
Nel 1994, l'arrivo dei DE 145 ne ridusse notevolmente l'impiego: sette anni dopo, la FNME prese la decisione di accantonare tutta la prima serie dei Cne, dato l'utilizzo sempre più sporadico per la trazione dei treni merci e passeggeri; mentre la serie delle Reggiane fu completamente revisionata e ricolorata nella livrea verde, grigio chiaro e strisce blu della società ferroviaria milanese. Da quel momento, i Cne furono impiegati principalmente nelle manovre presso il deposito iseano, per l'espletamento di un merci lungo la direttrice Brescia – Iseo, e di alcuni regionali.
Nel giugno 2008, uscirono di servizio. Le unità 518 e 519 furono accantonate, mentre la 517 fu ricolorata secondo lo schema originario e impiegata da Trenord per i servizi turistici del Treno dei sapori, assieme a due carrozze di provenienza FFS. Dal 2019, anche la 517 risulta accantonata.

## Tecnica
La locomotiva è di tipo bidirezionale. L'unica cabina di guida è asimmetrica rispetto al centro ed è dotata di due banchi di manovra, di apparecchiature per il comando dei motori elettrici, del dispositivo "uomo morto", dei quadri degli strumenti, di freni manuale e automatico e di acceleratore.
Il motore Diesel è posto all'interno del cofano lungo, assieme alla dinamo per alimentare i motori di trazione, i circuiti ausiliari, il ventilatore e il compressore. Il cofano corto è invece stato progettato per avere la funzione di ripostiglio sia per il vestiario del personale di condotta sia per gli attrezzi. Il propulsore della serie 510-516 è un Breda D26 ad iniezione indiretta, a dodici cilindri a V e a quattro tempi, mentre quello della serie 517-519 è un Isotta Fraschini ad iniezione diretta, anch'esso a dodici cilindri e a quattro tempi. La regolazione della potenza avviene tramite un variatore idraulico a cassetti, comandato dal reostato di accelerazione posto in cabina. La dinamo principale è del tipo DEC 97/6-3 ad eccitazione separata, fornita da una dinamo ausiliaria. I motori sono tre, per ognuno degli assi, del tipo MTS 390/310S aventi potenza di 118 kW.
Il telaio, in acciaio, è sospeso da molle ad elica e a balestra con bilancieri.
Gli assi sono dotati di un dispositivo denominato trasmissione pendolare semplice: si tratta di un brevetto originario della SNFT al fine di ridurre gli urti tra le ruote delle locomotive e le rotaie dell'armamento originario della Brescia-Iseo-Edolo. Tramite un sistema di boccole e di controboccole, gli assi possono spostarsi di 10 mm a sinistra e a destra.
La locomotiva può essere accoppiata in comando multiplo con altra dello stesso tipo.